# El Impulsor Municipal
El Impulsor Municipal, conocido como El Impulsor o El Impulsor de Torrelavega, fue un periódico fundado en Torrelavega (Cantabria) en 1873, decano de la prensa cántabra entre 1909 y su desaparición en 1937, y de tendencia republicana.
En 1873 se instala en Torrelavega la primera imprenta, y pronto surge la primera publicación periódica, El Porvenir de Torrelavega, de tan solo tres meses de duración. El Impulsor Municipal se fundó a continuación, e1 13 de noviembre de 1873, de la mano de Juan López Barredo, teniendo unos comienzos difíciles con tres apariciones y desapariciones, alguna suspensión gubernativa e incluso pena de cárcel y destierro de su director y propietario. Es al cuarto intento, el 19 de diciembre de 1875, cuando por fin se consolida entre la prensa regional, con Juan Francisco López Sánchez (Espátula) como director y propietario, siendo de publicación semanal. Se subtituló Periódico Semanal de Intereses Morales y Materiales, Literatura, Noticias y Conocimientos Útiles. Tras la muerte de López Sánchez en 1909 el periódico pasó a manos de José María Ortiz Obregón, quien cambió su tendencia política hacia el conservadurismo de la prensa católica.
El 9 de agosto de 1936, con la Guerra Civil ya en marcha, El Impulsor es puesto por las autoridades bajo la dirección de Abel Puertas Rocacorva, miembro de la FAI y del Frente Popular.
Todos los periódicos de la provincia fueron cerrados el 27 de junio de 1937 por escasez de papel, en el caso del cierre de El Impulsor se adelantó a abril, cuando el gobernador, harto de la independencia de su línea editorial, lo cerró con la excusa de la movilización de su director, cerrando así una historia de 64 años de periodismo en Torrelavega.